# Alba Party
Alba Party (dansk: Skotlandspartiet) er et skotsk politisk parti, som blev dannet i 2021 af den tidligere skotske førsteminister Alex Salmond, som tidligere havde været medlem af Scottish National Party.

## Historie
Salmond var partileder for SNP mellem 1990-2000 og 2004-14, og tjente som Skotlands førsteminister mellem 2007-14, før han i 2014 måtte træde tilbage fra begge roller efter at han tabte folkeafstemningen om skotsk selvstændighed i 2014. Han blev her erstattet af Nicola Sturgeon. Salmond blev i 2017 beskyldt for at have begået flere seksuelle krænkelser, dog han afviste alle beskyldninger. Han forlod som resultat partiet imens han var under investigation, for at ikke skade partiet. Salmond blev i 2019 arresteret, men blev i marts 2020 frifundet for alle anklager. Sturgeons regering blev i forbindelse med sagen, beskyldt for at have vildledt det skotske parlament under undersøgelsen, dog Sturgeon personligt blev frifundet fra at have brudt ministeransvarlighedsloven. Salmond beskyldte Sturgeon og dele af SNP for at havt løjet og forsøgte at begå karaktermord på ham.
Det nye parti blev officielt registreret i februar 2021, og Salmond overtog rollen som partileder i marts 2021. En række tidligere SNP medlemmer skiftede til partiet, mest notabelt skiftede to medlemmer af SNP's gruppe i Underhuset, Neale Hanvey og Kenny MacAskill, til partiet. Partiets debutvalg var valget til Skotlands parlament 2021, som resulterede i at partiet ikke vandt repræsentation med kun 1,7% af stemmerne.

## Ideologi
Skotsk uafhængighed er partiets hovedemne, og partiet fokuserer i en grad som en enkeltsagsparti på spørgsmålet. Partiet beskriver dog sig selv som socialdemokratisk på økonomiske områder.

## Valgresultater
| Valg | Regionale valg | Regionale valg | Regionale valg | Valgkreds valg | Valgkreds valg | Valgkreds valg | Pladser i alt |
| Valg | Stemmer        | %              | Pladsser       | Stemmer        | %              | Pladser        | Pladser i alt |
| ---- | -------------- | -------------- | -------------- | -------------- | -------------- | -------------- | ------------- |
| 2021 | 44.913         | 1,7%           | 0 / 56         | –              | –              | 0 / 73         | 0 / 129       |